# Institut Robert-Koch
L'Institut Robert-Koch (Robert Koch-Institut ou RKI), nommé ainsi d'après le médecin Robert Koch, est l'établissement allemand central pour l'échelon fédéral, responsable du contrôle et de la lutte contre les maladies, établissement de référence pour la recherche appliquée et la santé publique.
C’est un centre épidémiologique fédéral de veille, d’alerte, d’action et de recherche opérationnelle sur la lutte contre les épidémies.

## Principales missions
- Identification et hiérarchisation des problèmes sanitaires.
- Recherche appliquée et réponses aux problèmes sanitaires émergents.
- Suivi, évaluation et veille scientifique, épidémiologique et statistique médicale notamment pour les maladies à déclaration obligatoire ou émergentes, au niveau fédéral.
- Information vers les décideurs et le secteur scientifique.
- Tâches assignées par des lois spéciales concernant les aspects sanitaires de la défense, sécurité civile ou lutte contre les armes biologiques.

## Études
L'institut a publié une étude nommée KiGGS menée de 2003 à 2006 analysant en détail la santé de 17461 enfants représentant un échantillon de toute la population d'un pays en recueillant 1 500 données par enfant, soit au total 20 millions de données sur leur santé, leur milieu social et familial, leurs analyses de sang et d'urine, leur statut vaccinal, afin de déterminer l'état de santé des allemands.

## Polémique de 2024
En 2024, le RKI est au centre d'une polémique publique portant sur la mesure dans laquelle il aurait sacrifié la rigueur scientifique aux exigences du pouvoir politique en matière de lutte contre le Covid-19 de 2020 à 2022.